# Darkness (single van Leonard Cohen)
Darkness is een in 2012 uitgebrachte single van de Canadese zanger Leonard Cohen. De single is tevens door Cohen geschreven en Cohen werd met de zang geholpen door Sharon Robinson, The Webb Sisters en de Unified Heart Touring Band. Darkness werd op 9 januari 2012 uitgebracht als single en verscheen ook op het op 27 januari 2012 uitgebrachte album Old ideas als vierde nummer. De single verscheen wereldwijd niet in de hitlijsten, maar wel in twee tipparades: de Vlaamse Ultratip 100 en in de Waalse Ultratip 50.
De single werd afgespeeld aan het einde van de aflevering De flamingo van de Noors-Amerikaanse televisieserie Lilyhammer.

## Hitnoteringen

### VlaamseUltratip 100
| Positie: | 96 | 93 | uit |

### WaalseUltratip 50
| Positie: | 48 | 37 | 35 | uit |